# 迈克·莫达诺
迈克·莫达诺（英語：Mike Modano，1970年6月7日—），美国男子冰球运动员。他曾代表美国参加1998年、2002年和2006年冬季奥林匹克运动会冰球比赛，其中2002年冬季奥运会获得一枚银牌。